# Галапагоски пингвин
Галапагоският пингвин (Spheniscus mendiculus) е единственият вид пингвин гнездящ в екваториалните ширини. Галапагоският пингвин е най-малкият представител на рода очилати пингвини (Spheniscus). Достига ръст 53 cm и тегло 2-2,5 kg. Обитава острови, където температурите често надхвърлят 38 °C и се храни в хладните води на течението Кромуел.
Галапагоският пингвин обитава Галапагоските острови край бреговете на Еквадор. Това е единственият вид пингвин, който преминава и в Северното полукълбо.
Отличителна черта на пингвина Галапагос е тясната бяла лента, простираща се от очите до под брадичката им. Често го объркват с магелановия пингвин. Галапагоският пингвин е значително по-малък, черната окраска на лицето му е по-малка, а клюнът по-дълъг и тънък. Възрастните пингвини имат синьо-черно оцветяване на главата, гърба и плавниците.

## Храна и живот на двойките пингвини
Галапагоският пингвин не мигрира. Храни се предимно с малки тропически риби, като кефал и сардини и ракообразни, уловени в плитчините. Ловува в богатите на риба и хранителни вещества океански течения. Галапагоският пингвин гнезди в дупки или в пукнатини във вулканичните скали на островите. Възрастните остават двойка за цял живот.

## Размножаване
Женските снасят по две яйца в цепнатини по скалите обикновено между май и януари. Някои пингвини могат да снасят на всеки шест месеца. Условие за това обаче, е голямо наличие на храна. Инкубационният период на яйцата е около 6 седмици. Конкуренцията за храна при малките е голяма. Оцелява само едното от тях. И двамата родители споделят отговорността за храненето и грижите за малките, като единият родител винаги остава до гнездото през първите 30 дни. След два месеца пилета са сменили изцяло оперението си и са готови да се хранят и да се грижат сами за себе си. Врагове на пингвините Галапагос са акулата, галапагоския ястреб и плъховете, които се хранят с яйцата им.

## Интересни факти
- Популация: 1000 двойки;
- Галапагоският пингвин е единственият вид, който се среща и в Северното полукълбо;
- В началото на 80-те течението Ел Ниньо довежда до сериозен недостиг на храна и до 70% смъртност на галапагоския пингвин; популацията им се възстановява, но някои учени твърдят, че този вид е силно застрашен.

- Галапагоски пингвин във водата
- Галапагоски пингвин на сушата
- Непълнолетен Галапагоски пингвин